# Schermen op de Paralympische Zomerspelen 2012 – Sabel mannen categorie A
Tijdens de Paralympische Zomerspelen 2012 in Londen was de discipline sabel mannen categorie A een van de disciplines binnen het onderdeel rolstoelschermen. De competitie werd gehouden in het ExCeL Centre op 6 september. In totaal namen 15 atleten uit 9 landen deel aan deze discipline.

## Formule
Er werd eerst een pouleronde geschermd; deze bepaalde de klassering voor de rechtstreekse uitschakeling. De 10 beste schermers gingen door naar de achtste finale. Er werd geschermd voor een derde plaats.

## Deelnemersveld
| Naam              | Land        |
| ----------------- | ----------- |
| Yi Jun Chen       | China       |
| Jian Quan Tian    | China       |
| Moëz El Assine    | Frankrijk   |
| Romain Noble      | Frankrijk   |
| Georgios Alexakis | Griekenland |

| Naam                | Land        |
| ------------------- | ----------- |
| Gerasinos Pylarinos | Griekenland |
| Wing Kan Chan       | Hongkong    |
| Meng Chai Cheong    | Hongkong    |
| Abdul Rahman Razali | Maleisië    |
| Vadym Tsedryk       | Oekraïne    |

| Naam              | Land                |
| ----------------- | ------------------- |
| Stefan Makowski   | Polen               |
| Radoslaw Stanczuk | Polen               |
| Timur Fayzullin   | Rusland             |
| Sergey Frolov     | Rusland             |
| Tom Hall Butcher  | Verenigd Koninkrijk |

## Verloop

### Poulefase
| Speler           | Uitslag | Speler           |
| ---------------- | ------- | ---------------- |
| Meng Chai Cheong | 5 – 1   | Vadym Tsedryk    |
| Tom Hall Butcher | 5 – 1   | Vadym Tsedryk    |
| Tom Hall Butcher | 1 – 5   | Romain Noble     |
| Jianquan Tian    | 5 – 3   | Romain Noble     |
| Jianquan Tian    | 5 – 1   | Meng Chai Cheong |
| Tom Hall Butcher | 4 – 5   | Meng Chai Cheong |
| Tom Hall Butcher | 2 – 5   | Jianquan Tian    |
| Vadym Tsedryk    | 2 – 5   | Jianquan Tian    |
| Vadym Tsedryk    | 2 – 5   | Romain Noble     |
| Meng Chai Cheong | 5 – 3   | Romain Noble     |

| Speler            | Uitslag | Speler            |
| ----------------- | ------- | ----------------- |
| Stefan Makowski   | 2 – 5   | Timur Fayzullin   |
| Yijun Chen        | 5 – 1   | Stefan Makowski   |
| Yijun Chen        | 5 – 0   | Georgios Alexakis |
| Georgios Alexakis | 2 – 5   | Wing Kin Chan     |
| Wing Kin Chan     | 5 – 3   | Timur Fayzullin   |
| Yijun Chen        | 5 – 2   | Timur Fayzullin   |
| Yijun Chen        | 3 – 5   | Wing Kin Chan     |
| Stefan Makowski   | 2 – 5   | Wing Kin Chan     |
| Stefan Makowski   | 5 – 2   | Georgios Alexakis |
| Georgios Alexakis | 1 – 5   | Timur Fayzullin   |

| Speler              | Uitslag | Speler              |
| ------------------- | ------- | ------------------- |
| Abdul Rahman Razali | 0 – 5   | Gerasimos Pylarinos |
| Radoslaw Stanczuk   | 1 – 5   | Gerasimos Pylarinos |
| Radoslaw Stanczuk   | 5 – 2   | Moez El Assine      |
| Sergey Frolov       | 5 – 2   | Moez El Assine      |
| Sergey Frolov       | 5 – 0   | Abdul Rahman Razali |
| Radoslaw Stanczuk   | 5 – 3   | Abdul Rahman Razali |
| Radoslaw Stanczuk   | 4 – 5   | Sergey Frolov       |
| Sergey Frolov       | 4 – 5   | Gerasimos Pylarinos |
| Moez El Assine      | 3 – 5   | Gerasimos Pylarinos |
| Abdul Rahman Razali | 1 – 5   | Moez El Assine      |

### Eindfase
| Achtste finale | Achtste finale       | Achtste finale |  |  | Kwartfinale | Kwartfinale          | Kwartfinale |  |  | Halve finale | Halve finale      | Halve finale |  |           | Finale    | Finale            | Finale |
|                |                      |                |  |  |             |                      |             |  |  |              |                   |              |  |           |           |                   |        |
| 1              | Gersasimos Pylarinos |                |  |  |             |                      |             |  |  |              |                   |              |  |           |           |                   |        |
|                |                      |                |  |  |             | Gersasimos Pylarinos | 6           |  |  |              |                   |              |  |           |           |                   |        |
| 9              | Radoslaw Stanczuk    | 15             |  |  |             | Radoslaw Stanczuk    | 15          |  |  |              |                   |              |  |           |           |                   |        |
| 8              | Timur Fayzullin      | 14             |  |  |             |                      |             |  |  |              | Radoslaw Stanczuk | 8            |  |           |           |                   |        |
| 5              | Sergey Frolov        |                |  |  |             |                      |             |  |  |              | Yijun Chen        | 15           |  |           |           |                   |        |
|                |                      |                |  |  |             | Sergey Frolov        | 6           |  |  |              |                   |              |  |           |           |                   |        |
|                |                      |                |  |  |             | Yijun Chen           | 15          |  |  |              |                   |              |  |           |           |                   |        |
| 4              | Yijun Chen           |                |  |  |             |                      |             |  |  |              |                   |              |  |           |           | Yijun Chen        | 15     |
| 3              | Wing Kin Chan        |                |  |  |             |                      |             |  |  |              |                   |              |  |           |           | Jianquan Tian     | 12     |
|                |                      |                |  |  |             | Wing Kin Chan        | 15          |  |  |              |                   |              |  |           |           |                   |        |
| 11             | Tom Hall Butcher     | 10             |  |  |             | Meng Chai Cheong     | 11          |  |  |              |                   |              |  |           |           |                   |        |
| 6              | Meng Chai Cheong     | 15             |  |  |             |                      |             |  |  |              | Wing Kin Chan     | 4            |  |           |           |                   |        |
| 7              | Romain Noble         | 13             |  |  |             |                      |             |  |  |              | Jianquan Tian     | 15           |  |           |           |                   |        |
| 10             | Moez El Assine       | 15             |  |  |             | Moez El Assine       | 6           |  |  |              |                   |              |  | 3e plaats | 3e plaats | 3e plaats         |        |
|                |                      |                |  |  |             | Jianquan Tian        | 15          |  |  |              |                   |              |  |           |           | Radoslaw Stanczuk | 9      |
| 2              | Jianquan Tian        |                |  |  |             |                      |             |  |  |              |                   |              |  |           |           | Wing Kin Chan     | 15     |

## Eindrangschikking
| Plaats | Naam                | Land                |
| ------ | ------------------- | ------------------- |
| 1.     | Yijun Chen          | China               |
| 2.     | Jianquan Tian       | China               |
| 3.     | Wing Kin Chan       | Hongkong            |
| 4.     | Radoslaw Stanczuk   | Polen               |
| 5.     | Gerasimos Pylarinos | Griekenland         |
| 6.     | Sergey Frolov       | Rusland             |
| 7.     | Meng Chai Cheong    | Hongkong            |
| 8.     | Moez El Assine      | Frankrijk           |
| 9.     | Romain Noble        | Frankrijk           |
| 10.    | Timur Fayzullin     | Rusland             |
| 11.    | Tom Hall Butcher    | Verenigd Koninkrijk |
| 12.    | Stefan Makowski     | Polen               |
| 13.    | Vadym Tsedryk       | Oekraïne            |
| 14.    | Georgios Alexakis   | Griekenland         |
| 15.    | Abdul Rahman Razali | Maleisië            |